# 西塔延科泰
西塔延科泰（Sithayankottai），是印度泰米尔纳德邦Dindigul县的一个城镇。总人口12052（2001年）。

## 人口
该地2001年总人口12052人，其中男性5980人，女性6072人；0—6岁人口1348人，其中男682人，女666人；识字率60.06%，其中男性为69.05%，女性为51.22%。